# THEOS
THEOS (Thailand Earth Observation System) ist der erste nationale Erdbeobachtungssatellit der thailändischen Raumfahrtagentur GISTDA (Geoinformatics and Space Technology Development Agency). Zweck des Satelliten ist die Aufnahme von Bildern für kartografische, land- und forstwirtschaftliche sowie Küstenschutz- und Überflutungbeobachtung.

## Geschichte
Seit den 1970er Jahren ist Thailand an Erdbeobachtungsprogrammen anderer Länder beteiligt. Nach der Zusammenarbeit mit Anbietern von Systemen wie Landsat, Radarsat und SPOT entschloss sich Thailand einen eigenen Erdbeobachtungssatelliten zu starten. Der Vertrag mit EADS Astrium SAS zur Entwicklung des Satelliten wurde am 19. Juli 2004 unterzeichnet. Im Februar 2007 war der Bau des Satelliten abgeschlossen. Er sollte mit Hilfe einer russischen Dnepr-Rakete im Dezember 2007 vom Raketenstützpunkt in Jasny gestartet werden. Nach mehrmaliger Verschiebung erfolgte der Start am 1. Oktober 2008 um 6:37 (UTC). Gesteuert wird der Satellit vom THEOS Control Center in Si Racha in der Chonburi-Provinz.

## Technik
Der Satellit ist mit einem panchromatischen Teleskop und einer Multispektralkamera ausgerüstet und basiert auf dem AstroSat-500 Satellitenbus von EADS. Er verfügt über eine Dreiachsensteuerung und kann dadurch Bilder in einem 1000 km breiten Korridor entlang seiner Flugbahn (50° außerhalb des Lotes) aufnehmen. Bei Einzelaufnahmen sind Aufnahmen in einem 1900 km breiten Korridor bzw. Stereoaufnahmen eines bestimmten Gebietes möglich.

## Technische Daten
Kameras
|              | panchromatisch | multispektral                                                             |
| Auflösung    | 2 m            | 15 m                                                                      |
| Aufnahmeband | 0,45–0,9 µm    | Blau: 0,45–0,52 µm Grün: 0,53–0,60 µm Rot: 0,62–0,69 µm NIR: 0,77–0,90 µm |
| Schwadbreite | 22 km          | 90 km                                                                     |

Satellit
- Masse: 750 kg
- Größe: 2,1 m × 2,1 m × 2,4 m
- Solarzellenleistung: 980 W (EOL)
- Orbit: Sonnensynchron in 822 km Höhe mit 101,4 Minuten Umlaufzeit
- Inklination: 98,7°
- Wiederüberflugperiode: 26 Tage
- Speicherkapazität: 51 GBit
- Datenübertragung: Mission Data im X-Band mit 120 Mbit/s Übertragungskapazität, TT&CTT&C im S-Band
- Steuerung: 3-Achsen Stabilisierung mit Sternsucher, Gyro, GPS, Magnetometer und Sonnensensor
- Steuertriebwerke: Hydrazintriebwerke mit 80 kg Treibstoffvorrat
- geplante Lebenszeit: mindestens fünf Jahre